# Indigofera paucifolioides
Indigofera paucifolioides là một loài thực vật có hoa trong họ Đậu. Loài này được Blatt. & Hallb. miêu tả khoa học đầu tiên.